# Galina Ustwolska
Galina Iwanowna Ustwolska (ros. Гали́на Ива́новна Уство́льская; ur. 17 czerwca 1919 w Piotrogrodzie, zm. 22 grudnia 2006 w Petersburgu) – rosyjska kompozytorka i pedagog.

## Życiorys
Uczyła się w szkole muzycznej przy Konserwatorium w Leningradzie (1937-39). Od 1939 studiowała kompozycję w tym konserwatorium u Dmitrija Szostakowicza i Maksimiliana Sztajnberga, które przerwała z powodu wojny, a następnie kontynuowała w latach 1945–1947. 
W 1947 podjęła studia podyplomowe, które ukończyła w 1950. Równocześnie, do 1975 (lub 1977) prowadziła klasę kompozycji w macierzystej Alma Mater. Na jej zajęcia chętnie uczęszczali najbardziej uzdolnieni uczniowie, wśród których byli kompozytorzy Siergiej Baniewicz i Boris Tiszczenko. 
Na zainteresowanie muzyką Ustwolskiej istotny wpływ miały koncerty poświęcone jej muzyce, towarzyszące festiwalom w Heidelbergu (1988) oraz w Amsterdamie i Kolonii (I poł. lat 90.). W Polsce po raz pierwszy zaprezentowano jej muzykę w 1962 na festiwalu Warszawska Jesień.
W 1993 otrzymała tytuł Zasłużonego Działacza Sztuk Federacji Rosyjskiej.

## Twórczość
We wczesnych utworach Ustwolskiej widoczny jest neoklasycystyczny wpływ Szostakowicza (w Koncercie na fortepian, 1946), który zostaje jednak dość szybko zastąpiony szorstkim patetyzmem w tragicznym stylu Musorgskiego czy Mahlera. W dojrzałym okresie jej twórczości prym wiedzie silny, ascetyczny styl z radykalnymi środkami kompozycyjnymi, nie mieszczący się w głównym nurcie życia muzycznego. Władze radzieckie uznały, że utwory Ustwolskiej, mimo że niekomunikatywne, surowe i hermetyczne, nie są jednak awangardowe, zatem nie zostały potępione.
Ustwolska tworzyła muzykę głęboką, emocjonalną, pełną napięć i kontrastów (szczególnie dynamicznych od ppppp do fffff), a przy tym – jak to sama określiła – „duchową w swojej naturze”. Szostakowicz tak zachwycał się muzyką Ustwolskiej, że włączył niektóre z jej pomysłów do swoich dzieł; na przykład drugi temat finału jej Tria na klarnet, skrzypce i fortepian (1949) pojawia się w jego V Kwartecie smyczkowym op. 92 oraz w Suicie op. 145 (nr 11, Bessmiertije).

## Wybrane kompozycje
(na podstawie materiałów źródłowych )
- Koncert na fortepian, orkiestrę smyczkową i kotły (1946)
- Sonata nr 1 na fortepian (1947)
- Son Stiepana Razina, bylina na bas i orkiestrę (1949)
- Trio na klarnet, skrzypce i fortepian (1949); wyk. pol. Warszawska Jesień (2004)
- Oktet na 2 oboje 4 skrzypiec, kotły i fortepian (1949–1950); wyk. pol. Warszawska Jesień (1990)
- Sonata nr 2 na fortepian (1949)
- Suita Pionierskaja (1950)
- Sonata nr 3 na fortepian (1952)
- Sonata na skrzypce (1952); wyk. pol. Warszawska Jesień (1962)
- 12 preludiów na fortepian (1953)
- Symfonia nr 1 na orkiestrę, 2 głosy chłopięce solo, chór chłopięcy; słowa: G. Rodari (1955); wyk. pol. Warszawska Jesień (2001)
- Sonata nr 4 na fortepian (1957)
- Poemat symfoniczny Podwig gieroja (1957)
- Poemat symfoniczny Ogni w stiepi (1958)
- Bolszoj duet na eiolonvxrl i fortepian (1959); wyk. pol. Warszawska Jesień (1986)
- Duet na skrzypce i fortepian (1964); wyk. pol. Warszawska Jesień (1991)
- Kompozycja nr 1 Dona Nobis Pacem na flet piccolo, tubę i fortepian (1970–1971)
- Kompozycja nr 2 Dies Irae na 8 kontrabasów, perkusję i fortepian (1972–1973)
- Kompozycja nr 3 Benedictus, Qui Venit na 4 flety, 4 fagoty i fortepian (1974–1975)
- Symfonia nr 2 Istinnaja wiecznaja błogost na chłopięcego spikera i orkiestrę; słowa: Hermannus Contractus (1979); wyk. pol. Warszawska Jesień (2001)
- Symfonia nr 3 Iisusie, Miessija, spasi nas! na chłopięcego spikera i orkiestrę; słowa: Hermannus Contractus (1983); wyk. pol. Warszawska Jesień (2001)
- Symfonia nr 4 Molitwa na alt, trąbkę, tam-tam i fortepian; słowa: Hermannus Contractus (1985–1987); wyk. pol. Warszawska Jesień (2001)
- Sonata nr 5 na fortepian (1986); wyk. pol. Warszawska Jesień (1991)
- Sonata nr 6 na fortepian (1988)
- Symfonia nr 5 Amen na chłopięcego spikera, obój, trąbkę, tubę, skrzypce i perkusję (1989–1990); wyk. pol. Warszawska Jesień (2001)